# Sissy (Magazin)
Sissy ist ein deutschsprachiges nicht-heterosexuelles Kulturmagazin mit den Schwerpunkten Kino und Literatur. Von 2009 bis 2015 erschien die Sissy vierteljährlich als unentgeltliche Filmzeitschrift bei Salzgeber & Co. Medien. Seit November 2016 gibt es die sissy als Online-Magazin unter der redaktionellen Leitung von Christian Weber.

## Inhalt
Die Sissy setzt sich mit nicht-heterosexuellen beziehungsweise queer-relevanten Kinofilmen, DVD-/Blu-ray-Veröffentlichungen und Büchern auseinander. Sie wird von der Salzgeber & Co. Medien GmbH herausgegeben. Als Gratismagazin war sie bis Ende 2015 in Kinos, im Buch- und DVD-Handel, in Szenekneipen und an Filmhochschulen erhältlich und wurde außerdem kostenlos im Abonnement verschickt. Nach 27 Ausgaben wurde die Print-Version eingestellt. Ende 2016 wurde die Sissy als Online-Magazin fortgeführt. Seit Ende 2018 widmet sie sich auch nicht-heterosexueller Literatur.

## Name
Der Name des Filmmagazins bezieht sich auf eine standardisierte Figur innerhalb der Filmgeschichte. Als „Sissy“ wird in der Filmgeschichte eine männliche Nebenfigur bezeichnet, die in der Regel als bester Freund einer Hauptfigur fungiert. Sie hat kein eigenes erotisches Interesse, aber es wird oft angedeutet, dass die „Sissy“ schwul oder zumindest in ihrer sexuellen Orientierung uneindeutig ist. Im Rahmen eines heteronormativen Erzählmusters festigt sie zwar dramaturgisch die Dominanz der beiden Hauptfiguren als heterosexuelles Paar (da sie zum maskulinen „Helden“ keine Konkurrenz darstellt), hat aber als Repräsentant einer alternativen Männlichkeit einen eigenen Spielraum und eigene Fans. Einige Schauspieler wurden fast vollständig auf das Rollenprofil der „Sissy“ festgelegt, zum Beispiel Edward Everett Horton oder Tony Randall. Indem der lange Zeit als Schimpfwort verwendete Begriff Sissy kämpferisch auf die eigene Person bezogen wurde, gelang – ähnlich wie bei dem Begriff queer – eine positive Neubewertung und Wiederaneignung (reclaiming).

## Autoren
Die Texte stammen von freien Film- und Literaturkritikerinnen und -Kritikern. Zu diesen zählten und zählen Ekkehard Knörer, Rüdiger Suchsland, Fritz Göttler, Bert Rebhandl, Dietrich Kuhlbrodt, Manuela Kay, Martin Büsser, Paul Schulz, Sascha Westphal, Beatrice Behn, Philipp Stadelmaier, Lukas Foerster, Axel Schock, Tania Witte, Anja Kümmel, Sebastian Markt, Gunther Geltinger, Matthias Frings, Barbara Schweizerhof, Tilman Krause, Elmar Kraushaar und Detlef Grumbach.